# تک‌تازان صحرا
تک‌تازان صحرا فیلمی به کارگردانی و نویسندگی احمد صفایی محصول سال ۱۳۴۷ است.

## بازیگران
- ایرج قادری
- دیانا
- محسن مهدوی
- سیروس شاندرمنی
- سودابه
- عسگری
- عرب زاده
- حسین ملک پور
- اکبری
- پروین
- افسانه
- محمد نصیری
- حسن رضایی
- جهانگیری
- رضا بای بردی
- زکریا هاشمی